# スボード・グプタ
スボード・グプタ（Subodh Gupta、1964年 - ）は、インドの現代美術家。ビハール州パトナ出身。

## 人物
1989年パトナ芸術工芸大学卒業。1990年からニューデリー在住で作品制作を行っている。
1999年福岡アジア美術トリエンナーレ、2000年光州ビエンナーレなどの国際展に出品している。

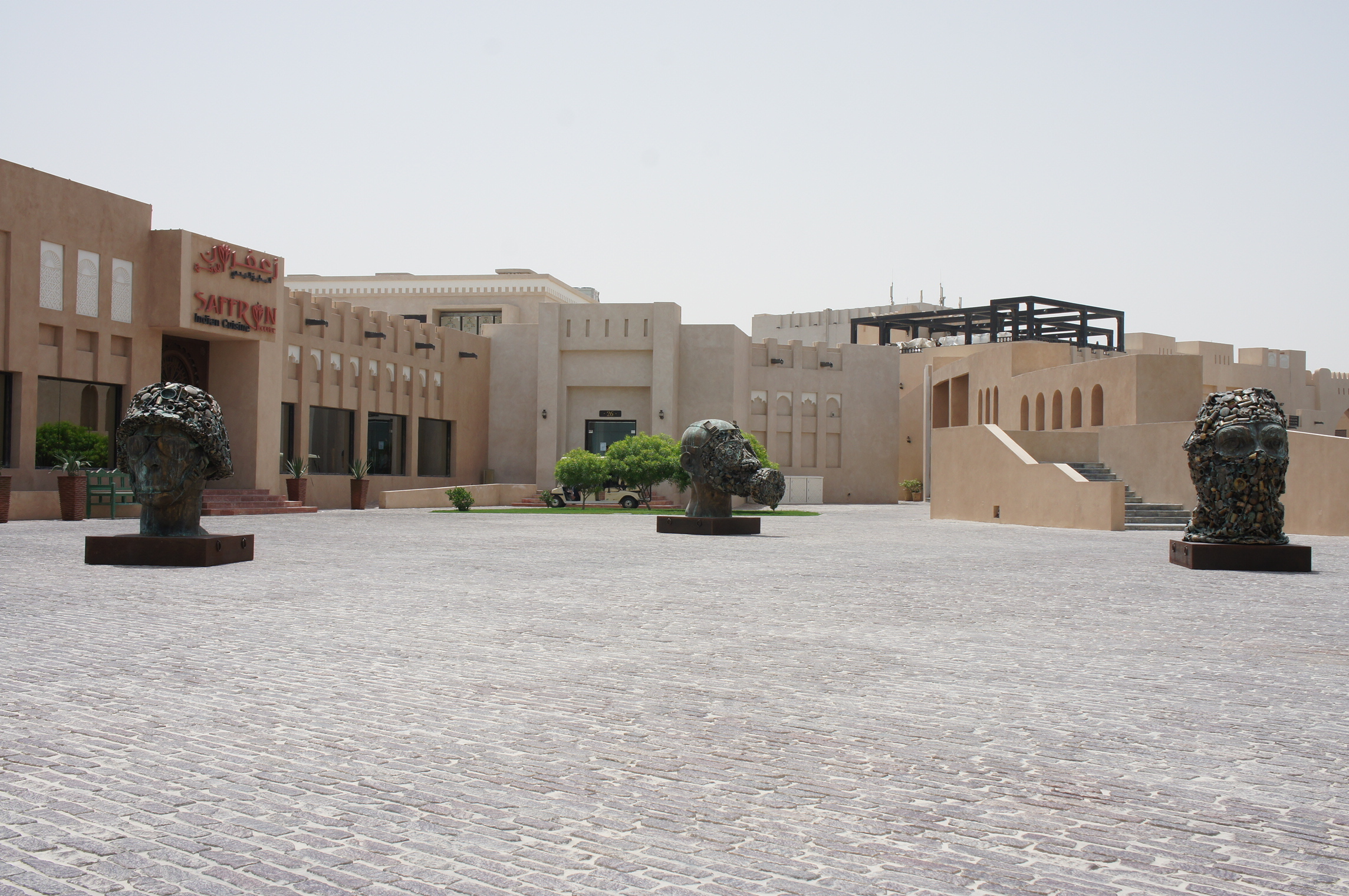
Gandhi's Three Monkeys
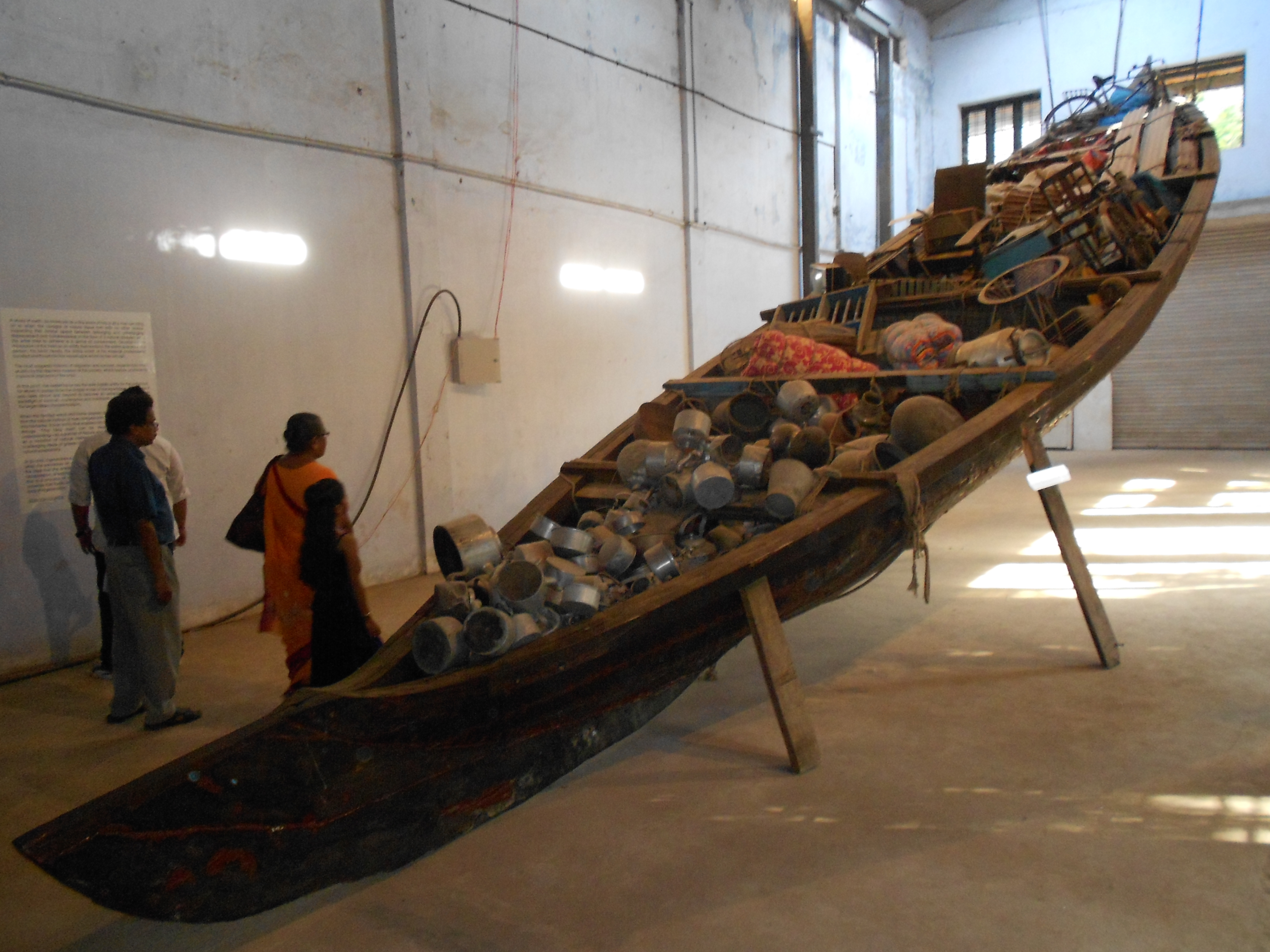
What does the vessel contain, that the river does not